# دانيلو إيليش
دانيلو إيليش (بالبوسنية: Danilo Ilić) ولد في البوسنة والهرسك عام 1891. حضر جامعة الأساتذة الحكوميين في سراييفو ودرس في مدرسة في البوسنة. انتقل إلى بلغراد عام 1913 حيث أصبح صحفيا وفرد المجتمع السري «اليد الأسود».
رد إيليش إلى سراييفو عام 1914 حيث عمل مخررا جريدة سيربية. بدأ أن يجند رجال لأمجتمع «اليد الأسود» وذلك الصيف وافق أن يساعد غافريلو برينسنب ونيديلكو كابرينوفيش وتريفكو غرابيز في اغتيال فرانز فرديناند.
الأحد 28 يونيو غافريلو برينسيب قتل فرانز فيردينان وسوفي فون شوتكوفاتو. الشرطة أسر برينسيب وكبرينوفيش وإستجوبهم. أخرا قدموا أسماء أفراد ألذين كانوا في مؤامرة.